# Condados da Noruega
A Noruega está dividida em 15 subdivisões chamadas ”condados” (norueguês: fylke, pl. fylker), com áreas geográficas determinadas e com órgãos e funções administrativas e políticas definidas.

Como regiões administrativas, os condados configuram as subdivisões de primeiro nível da Noruega e estão divididos em 357 comunas.

Os territórios insulares de Svalbard e Jan Mayen estão de fora das divisões de condado e são governados diretamente em nível nacional. A capital Oslo é considerada simultaneamente uma comuna e um condado.

A configuração atual dos condados noruegueses resulta da reforma regional de 2024, pela qual o país ficou dividido em 15 condados.

## Lista de condados
Abaixo está uma lista dos condados noruegueses, com seus centros administrativos atuais. Estes condados (fylke) são administrados tanto por órgãos nomeados pelo governo nacional (statsforvalteren) como por órgãos próprios eleitos (fylkeskommunen).

| Condado         | Capital      | Populaçao | Área      |
| --------------- | ------------ | --------- | --------- |
| Agder           | Kristiansand |           | 16 434,12 |
| Akershus        | Oslo         |           | 5 894,47  |
| Buskerud        | Drammen      |           | 14 693,87 |
| Finnmark        | Vadsø        |           | 48 631,09 |
| Innlandet       | Hamar        |           | 52 072,44 |
| Møre og Romsdal | Molde        |           | 14 355,62 |
| Nordland        | Bodø         |           | 38 154,62 |
| Oslo            | Oslo         |           | 454,12    |
| Rogaland        | Stavanger    |           | 9 377,10  |
| Telemark        | Skien        |           | 15 298,16 |
| Troms           | Troms        |           | 25 862,99 |
| Trøndelag       | Steinkjer    |           | 42 201,59 |
| Vestfold        | Tønsberg     |           | 2 167,65  |
| Vestland        | Bergen       |           | 33 870,99 |
| Østfold         | Sarpsborg    |           | 4 004,2   |